# Berriane
Berriane ou Beriane en berbère ⴰⵜ ⵉⴱⴻⵔⴳⴰⵏ est une commune de la wilaya de Ghardaïa en Algérie située à 44 km au nord de Ghardaïa. C'est la derrière cité fondée par les ibadites du Mzab.

## Géographie

### Situation
Berriane est située au nord de la wilaya de Ghardaïa, à la limite de la wilaya de Laghouat, dans la région du Mzab. Elle est située le long de la route nationale 1 (tronçon de la route transsaharienne algérienne) et occupe une position stratégique en reliant les villes du sud algérien à celles du nord.
|                                  | Hassi Delaa (wilaya de Laghouat) |             |
| Hassi R'Mel (wilaya de Laghouat) | Berriane                         | El Guerrara |
| Dhayet Bendhahoua                | Ghardaïa, Bounoura               | El Atteuf   |

En 1984, la commune de Berriane  est constituée à partir des localités suivantes :
- Vieux Ksar de Berriane
- Quartiers périphériques
- Palmeraie

Berriane est située à 50 km au nord de Ghardaïa, à 73 km d'El Guerrara et à 153 km de Laghouat ; elle possède une vaste palmeraie, sur l'oued Ballouh, affluent de l'oued N'sa.

### Climat
Berriane a un climat désertique chaud, avec des étés très chauds et des hivers doux, et très peu de précipitation.
| Mois                              | jan. | fév. | mars | avril | mai  | juin | jui. | août | sep. | oct. | nov. | déc. | année |
| --------------------------------- | ---- | ---- | ---- | ----- | ---- | ---- | ---- | ---- | ---- | ---- | ---- | ---- | ----- |
| Température minimale moyenne (°C) | 3,7  | 5,2  | 7,9  | 11,5  | 15,7 | 20,7 | 24   | 23,3 | 19,9 | 13,4 | 7,8  | 4,3  | 13,1  |
| Température moyenne (°C)          | 9,6  | 11,7 | 14,6 | 19,2  | 23,6 | 28,8 | 32,8 | 31,8 | 26,9 | 19,9 | 13,9 | 10,2 | 20,3  |
| Température maximale moyenne (°C) | 15,5 | 18,2 | 21,4 | 26,9  | 31,6 | 37   | 41,6 | 40,3 | 33,9 | 26,5 | 20   | 16,1 | 27,4  |
| Précipitations (mm)               | 8    | 6    | 11   | 8     | 6    | 4    | 1    | 6    | 8    | 9    | 9    | 8    | 84    |

## Toponymie
L'une des hypothèses relatives à l'origine du mot Berriane rattache l'étymologie de ce nom, au mot Bergan signifiant « tente en poils de chameau » (en Mozabite). Cette hypothèse serait sujette à caution.
Une autre hypothèse relative à l'origine du mot Berriane rattache l'étymologie de ce nom à l'expression arabe, « Bir Rayan ». Cette seconde thèse semble plus pertinente lorsqu'on sait que la langue arabe se caractérise, par la pauvreté des voyelles et la transcription  française, de Bir Rayan en Berriane serait alors qu'une forme de déformation du « i » de Bir en un « e » le reste correspondant de façon quasi totale. Ce qui la rend plus plausible encore le nombre de ville et de village commençants par « Bir » et qui signifie puits en arabe et « Rayan » en arabe veut dire « qui fournit à boire » ce qui nous donne une jonction presque parfaite entre les deux blocs et les traces du puits existe toujours.

## Histoire

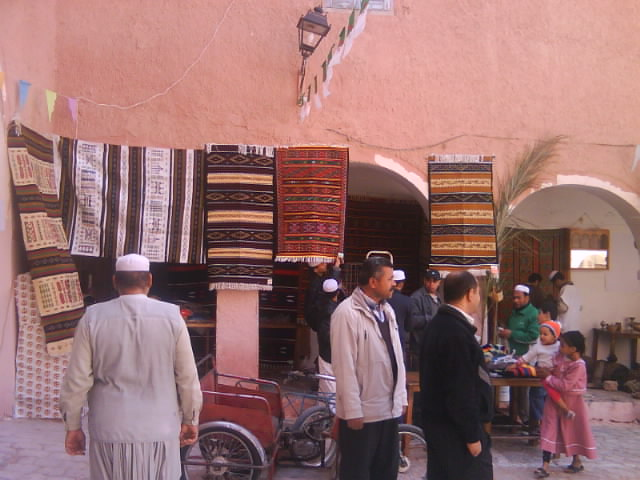
Le souk.

Berriane est la derrière cité construite par les ibadites du Mzab, elle est fondée en 1690 (1101 de l'Hégire), par deux fractions chassées de Ghardaïa. La population comprenait une minorité arabe composée d'Oulad Yahia, tribu maraboutique venue des Zibans.
La cité, excentrée de la pentapole mozabite à l'instar de Guerrara, devient un fief du mouvement réformiste mozabite de la fin du XIXe siècle à l'indépendance du pays.  
Ville étape, grâce à sa position sur la route Ghardaïa-Laghouat, elle offrait un marché important aux nomades. En 1960, elle comptait 5 000 habitants, à majorité mozabite.
En 1990, à la suite des premières élections locales démocratiques, Berriane connaît des troubles liées aux enjeux de pouvoir, après la défaite du parti islamiste, le FIS et la victoire de la liste indépendante défendue par les Mozabites
. De nouvelles émeutes éclatent, en 2008 et 2009, qui ont entraîné des recompositions socio-spatiales au moyen de transactions foncières.

## Démographie
Berriane est la sixième commune la plus peuplée de la wilaya de Ghardaïa, selon le recensement général de la population et de l'habitat de 2008, la population de la commune est évaluée à 30 170 habitants .
| 1977   | 1987   | 1998   | 2008   |
| ------ | ------ | ------ | ------ |
| 13 345 | 20 721 | 24 765 | 30 170 |

## Patrimoine

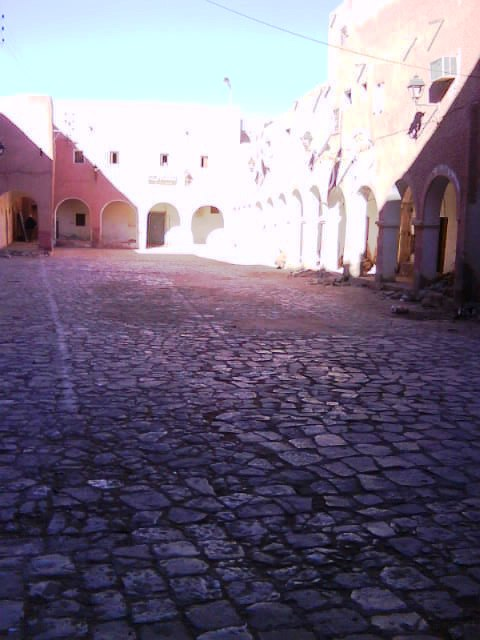
La place du marché.

Berriane est une ville traditionnelle du Mzab, dominée par le minaret de la mosquée. Elle possède une place du marché entourée d'arcades. Son ksar est classé, patrimoine national depuis 1998, le périmètre de classement englobe également l'oasis environnante. 
L'artisanat de Berriane est réputé, notamment la fabrication des meubles en bois de palmier. Des stations de gravures rupestres préhistoriques sont présentes dans la région.